# Aspila turbata
Aspila turbata är en fjärilsart som beskrevs av Walker 1858. Aspila turbata ingår i släktet Aspila och familjen nattflyn. Inga underarter finns listade i Catalogue of Life.